# Provinz El Loa
Die Provinz El Loa (spanisch Provincia de El Loa) ist eine Provinz in der chilenischen Región de Antofagasta. Die Hauptstadt ist Calama. Beim Zensus 2017 lag die Einwohnerzahl bei 177.048 Personen.

## Wirtschaft
Hier wird Kupfer, eines der wichtigsten Mineralien des Landes, gewonnen. Die Provinz ist auch bekannt für ihr Wüstenklima und ihre Landschaft. San Pedro de Atacama ist eine bedeutende Touristenattraktion.

## Gemeinden
Die Provinz El Loa gliedert sich in drei Gemeinden:
- Calama
- Ollagüe
- San Pedro de Atacama